# Procesijski križ
Procesijski križ ili procesional je liturgijski je predmet u tradicionalnim Kršćanskim Crkvama. To je križ sličan oltarnom križu, bez podloge, pričvršćen na ukrašenu ili oslikanu motku (hasta) visine oko dva metra koji se nosi u procesijama.

## Uporaba
Nosi se u procesijama kako izvana, po ulicama grada, tako i unutar crkve, primjerice na početku mise, kada svećenik ulazi u crkvu, i na kraju, kada izlazi iz crkve. Nosi ga križonoša i prethodi svećeniku i svim ostalim poslužiteljima oltara (osim kadioničara). Čim procesija dođe do prezbiterija, procesijski križ se postavlja na podnožje uz oltar tako da služi kao oltarni križ, ili ga se odlaže (ako oltarni križ već postoji). 
U rimskom obredu drži se s raspelom okrenutim prema naprijed, dok je u ambrozijanskom obredu ono okrenuto prema natrag, prema svećeniku.